# Аријарамн
Аријарамн (староперс. Аријарамна; „онај који је донео мир у Иран“, грч.Ἀριαράμνης, перс. ایرارمنه) је био краљ Парсумаша(Фарса; „Персије“), односно једне од тадашње две персијске краљевине (друга је била Аншан) које су претходиле стварању Ахеменидског Персијског царства.

## Породица
Према Даријевим Бехистунским натписима, Аријарамн је био брат Кира I, односно син Теиспа од Аншана. Припадао је ахеменидској династији и био је први персијски краљ који је паралелно уз Кира I владао другим персијским краљевством. Аријарамново краљевство Парсумаш и Киров Аншан су се након две генерације владара ујединили под Киром Великим (унуком Кира I). Аријарамн је имао сина Арсама који га је касније наследио на трону Парсумаша, али његов син Хистасп није постао краљ будући да су се два краљевства Парсумаш и Аншан ујединили под Киром Великим, али Хистаспов син Дарије I је касније постао краљ уједињеног Ахеменидског царства.

## Историјски извори
Почетком 20. века у иранском граду Хамадану (покрај древне Екбатане) пронађене су две златне плочице на староперсијском које спомињу Аријарамна и његовог сина Арсама, али је поузданост тих историјских записа под занком питања јер нису пронађени под контролисаним археолошким истраживањима. Други историјски извор су Бехистунски натписи Дарија I који спомиње како му је претходило осам ахеменидских краљева, што укључује и Аријарамна.